# Закочно зрачење
Закочно зрачење, кочно зрачење или бела радијација је електромагнетно зрачење настало убрзавањем (успоравањем) наелектрисане честице скренуте са првобитне путање под утицајем друге наелетрисане честице. Првобитно се радило о скретању електрона, под утицајем наелетрисања атомског језгра. Спектар закочног зрачења је континуалан.
Закочно зрачење је први открио Никола Тесла у серији експеримената са високофреквентним гасним пражњењем које је изводио између 1888. и 1897. године. Међутим, то је прошло незапажено па је Рендген 1895. године независно дошао до истог открића; пошто није знао о каквим зрацима је реч дао им је име x-зраци. За то откриће Рендген је добио Нобелову награду за физику 1901. године.
Закочно зрачење може да се сматра и слободно-слободним зрачењем, што указује да је наелетрисана честица, извор зрачења, слободна пре и после емисије. Отуда континуални карактер спектра закочног зрачења. Стриктно говорећи, под закочним зрачењем требало би да се подразумева свако зрачење настало убрзавањем наелетрисаних честица што би укључивало и синхротронско зрачење (у којем наелетрисана честица скреће у магнетском пољу); међутим, термин закочно зрачење најчешће се користи у ужем смислу и односи се на зрачење настало кочењем електрона у кондензованој материји.

## Опис
Закочно зрачење је електромагнетско зрачење (укључујући синхротронско зрачење) које настаје при убрзању слободне електрично наелектрисане честице. У ужем смислу, то је зрачење којим електрони губе енергију и бивају успорени при пролазу кроз материје. Назив је (према нем. Bremsstrahlung) uveo Арнолд Зомерфелд 1909. при проучавању рендгенскога зрачења што га заустављањем у материјалима производе електрони, претходно убрзани у електронској цеви. Генерално је реч о рендгенском зрачењу или о гама-зрачењу, емитованом у међуделовању електрона с атомским језграма у материји. За разумевање и прорачун ударног пресека закочног зрачења у материјалима потребно је познавање квантне механике. Спектар је тога зрачења континуиран, те се с повећавањем енергије електрона помиче према вишим фреквенцијама и јачег је интензитета. Такво се зрачење назива спонтаним, према аналогији са спонтаном емисијом фотона од стране везаних електрона. Индуковано закочно зрачење емитују слободни електрони који су притом успорени, аналогно је индукованој емисији фотона везаних електрона. Закочно зрачење прати и бета-распаде атомских језгара и рачуна се као корекција за радијацију при бета распаду (унутрашње закочно зрачење). Енергија таквог рендгенског зрачења, створеног у кулонском пољу језгра радиоактивног атома, ограничена је максималном енергијом нуклеарног прелаза.
Појава се догађа кад јако позитивно електрично поље језгра делује на упадни негативни електрон. Тада он скреће с путање при чему му се кинетичка енергија смањи. Разлика стања нивоа кинетичке енергије у времену, то јест пре и после скретања с путање емитује се као X-квант односно рентгенски зрак. Близина језгре и почетна енергија електрона управно је сразмерна енергији X-фотона. Што је електрон ближе прошао језгри и што му је почетна енергија већа, то је већа и енергија X-фотона. Проласком кроз аноду упадни електрони поступно губе енергију. Разлог је пролазак кроз електрична поља језгара на различитим удаљеностима. Свако скретања резултира губитком дела енергије. Због тога емитованог рендгенског зрачења могу имати било коју енергију до максималне енергије. Тим путем настаје континуирани спектар X-зрачења. Кочно зрачење (континуирани спектар) је једна од две компоненте спектра рендгенског зрачења. Друга је карактеристично зрачење (линијски спектар).

## Закочно зрачење, формирање пара електрон-позитрон, каскаде
Кад електрони пролазе кроз атмосферу, они губе трајно енергију јонизујући материју. За врло брзе електроне много веће значење од ионизације има кочење на тешким атомским језграма. Кад се електрон приближи неком атомском језгру, његово јако електрично поље отклања брзу честицу с правца. При том могу бити електрони еластично распршени, без губитка енергије, али такође могу емитовати кванте светлости (фотоне). Распршење уз емисију кванта светлости значи знатан губитак енергије, те се тај процес назива закочним зрачењем. Губитак енергије електрона због закочног зрачења пропорционалан је самој енергији електрона, и према томе је тај процес то снажнији, што електрон има већу енергију. За мале енергије превладава губитак енергије јонизацијом, а за велике енергије губитак зрачењем. јонизација је пропорционална редном броју елемента Z, док је закочно зрачење пропорционално са . Критичне енергије дате су за неке материје:
| Хемијска материја | Ваздух | Вода  | Алуминијум | Жељезо | Олово |
| ----------------- | ------ | ----- | ---------- | ------ | ----- |
|                   | 103    | 114,6 | 55,56      | 25,88  | 6,93  |

У космичким зрацима одлучну улогу имају процеси, где су енергије много веће од критичне енергије. Према томе, закочно зрачење много је важније од јонизације. При кочењу електрона на атомским језграма могу бити емитовани кванти светлости различитих енергија. Значајни су само кванти великих енергија, то јест знатно већих од енергије мировања електрона . Ти кванти светлости даље јуре с космичким зрацима и производе различите учинке. Један од најважнијих је Комптонов учинак, при којем кванти светлости бацају електроне великим брзинама. Ти секундарни електрони опет даље јонизују и зраче. У различитим материјама електрони на различитим дужинама емитују кванте светлости великих енергија. За поједине материје својствене су оне таласне дужине на којима брзи електрон просечно произведе један квант светлости велике енергије.
| Хемијска материја | Ваздух | Вода | Алуминијум | Жељезо | Олово |
| ----------------- | ------ | ---- | ---------- | ------ | ----- |
| λ ()              | 34,2   | 43,4 | 9,8        | 1,84   | 0,525 |

Типични квантни процеси опажају се кад кванти светлости врло великих енергија пролазе кроз материјал. Износи ли енергија кванта светлости више од , тад је енергетски могућ процес да квант светлости произведе истовремено један електрон и један позитрон. Те процесе од највеће опште важности прорекла је Диракова релативистичка теорија, а пронашли су их П. Блакет и Ђ. Окијалини 1932. Истодобан постанак једне позитивно наелектрисане честице и једне негативно наелектрисане честице нужан је из закона о одржању електрицитета, јер квант светлости не носи електрични набој. Види се да није могуће да се такав процес догоди у празном простору. Узмимо, да енергија кванта светлости потпуно пређе у енергију електрона и позитрона:
{\displaystyle h\cdot \nu =m'\cdot c^{2}+m''\cdot c^{2}}
где је: m ' - маса електрона у кретању, m" - маса позитрона. Делећи ту једначину са c, добија се на левој страни импулс кванта светлости. Ако је начело о одржању енергије испуњено, тад сигурно није начело о одржању импулса. Електрон и позитрон имају заједно импулс m'∙v' + m"∙v", а то је према претходној једначини мање од импулса кванта светлости:
{\displaystyle {\frac {h\cdot \nu }{c}}>m'\cdot v'+m''\cdot v''}
Пренесе ли квант светлости своју енергију на електрон и позитрон, тад мора део свог импулса оставити негдје другдје. При формирању пара електрон-позитрон потребна је присутност материје. Тешка атомска језгра могу преузети знатан део импулса кванта светлости, а да ипак, због своје тешке масе, не прими веће количине енергије.
Експериментима су Блакет и Окијалини нашли, да тврде гама-зраке, кад пролазе кроз Вилсонову комору, производе у гасу коморе или у металним листићима парове позитрона и електрона. Таласна дужина гама-зрака мора бити мања од h/2∙m∙c, што значи да кванти морају имати већу енергију од . Ако је таласна дужина гама зрака већа, формирање пара изостаје.
Пролазећи кроз материју, позитрони не остају сачувани. Они се поништавају при сусрету с електронима. Експериментима се опажа да ишчезавање позитрона прати емисија гама-зрака, који имају кванте с енергијом . Према томе, морају при уништењу електрона и позитрона настати два кванта светлости. То је јасно кад се помисли да је укупан импулс позитрона и електрона врло мален. Начело о очувању импулса могуће је задовољити само тако да два кванта светлости великих импулса одлете у супротним смеровима.
У космичким зрацима долазе кванти светлости довољно великих енергија, тако да формирање парова електрона и позитрона учеста у великом броју. Тако необичне у нашим приликама на Земљи, узајамна претварања између гама-зрака и парова електрона и позитрона добијају доминантно значење у космичким зрацима. Кванти светлости, који јуре у космичким зрацима, могу налетом на атомска језгра произвести парове електрона и позитрона. Првобитним честицама у космичким зрацима придолазе парови нових које даље јуре с големом енергијом према Земљи. Нови електрони и позитрони, кочећи се на атомским језграма, емитују опет кванте светлости великих енергија, који поново даље стварају нове парове. Тај процес, такозвана каскада, траје све дотле док се целокупна енергија првобитне честице не раздели на електроне, позитроне и кванте светлости малих енергија које атмосфера апсорбује. Такве каскаде протежу се у атмосфери више стотина метара и обухватају више стотина честица, који попут пљуска кише падну на наше апарате.
Космички пљускови у атмосфери добро су проучени експериментима. Стварање каскадних електрона и позитрона по сво прилици је узрок, да се јакост космичких зрака доласком из свемира појача и досегне свој максимум на висини од 17 000 метара над морем. Кад космички зраци налете на атмосферу, у њима се најпре формирањем парова број електрона и позитрона умножава, што значи повећање јачине и јонизацијске способности. Затим атмосфера апсорбује електроне мањих енергија, и јачина космичких зрака пада према доле.
Формирање једне каскаде се може пратити и на много краћем путу тако да се космички зраци пусте кроз материје, много гушће од ваздуха. Да електрон космичких зрака емитује кочењем на атомским језграма квант светлости велике енергије, потребно је да прође 340 m ваздуха, 430  воде, 100  алуминијума или 5  олова. Кад електрон космичких зрака падне на плочу олова, он већ у првим милиметрима емитује кванте светлости довољно велике енергије да у даљњим милиметрима пута произведу парове. Стављајући пред космичке зраке оловне плоче различите дебљине, може се тачно пратити како број електрона и позитрона у каскади зависи од дебљине олова. У почетку тај број расте с дебљином плоче, док не досегне максимум, а затим опет пада. Из броја електрона и позитрона у максимуму каскаде може се проценити почетна енергија честица која је произвела каскаду. Груба процена даје да је број електрона у максимуму каскаде једнак односу између примарне енергије електрона, који је изазвао каскаду, и критичне енергије:
{\displaystyle n_{max}\approx {\frac {E_{0}}{E_{k}}}}
Ову једначину лако је разумети. Енергија примарног електрона раздели се посредством закочног зрачења на енергије секундарних електрона. Кад енергија електрона падне испод , тад превладава јонизација, и електрони бивају апсорбовани. Укупан број електрона с енергијом изнад  у бити је дат односом . За олово је  једнак 7 MeV. Узмемо ли за енергију космичког електрона на морској површини вредност око 3 000 MeV, добија се да је у максимуму каскаде број електрона једнак 500. Тачна теорија даје нешто мањи број. Математички строгу теорију каскада развили су, уз занемарење јонизације, Х. Ј. Баба и Хајтер 1937. и независно од њих Карлсон и Опенхајмер. Годину дана касније нашли су Л. Д. Ландау и Рамер врло успешну методу за третирање каскаде. Утицај јонизације касније су узели у обзир Игор Там и Беленки.

## Случај када је убрзање паралелно брзини
{\displaystyle {\frac {dP}{d\Omega }}={\frac {\mu _{0}q^{2}a^{2}}{16\pi ^{2}c}}{\frac {\sin ^{2}{\theta }}{(1-\beta \cos {\theta })^{5}}}},
{\displaystyle P={\frac {\mu _{0}q^{2}a^{2}\gamma ^{6}}{6\pi c}}}

## Из плазме
{\displaystyle P_{Br}={\frac {16\alpha ^{3}\hbar ^{2}}{m_{e}^{3/2}{\sqrt {3}}}}n_{e}^{2}T_{e}^{1/2}Z_{eff}}
Zeff = Σ (Z²nZ) / ne
| PBr | = | (1.69×10−32 W cm−3) (ne/cm−3)2 (Te/eV)1/2 Zeff |
|     | = | (5.34×10−37 W m−3) (ne/m−3)2 (Te/keV)1/2 Zeff  |
Te/mec2.